# Mesoplophora sparsa
Mesoplophora sparsa är en kvalsterart som beskrevs av Wojciech Niedbała 2004. Mesoplophora sparsa ingår i släktet Mesoplophora och familjen Mesoplophoridae. Inga underarter finns listade i Catalogue of Life.